# Dictyna cronebergi
Dictyna cronebergi là một loài nhện trong họ Dictynidae.
Loài này thuộc chi Dictyna. Dictyna cronebergi được Eugène Simon miêu tả năm 1889.